# Scalea
Scalea is een gemeente in de Italiaanse provincie Cosenza (regio Calabrië) en telt 10.192 inwoners (31-12-2004). De oppervlakte bedraagt 22,0 km², de bevolkingsdichtheid is 456 inwoners per km².

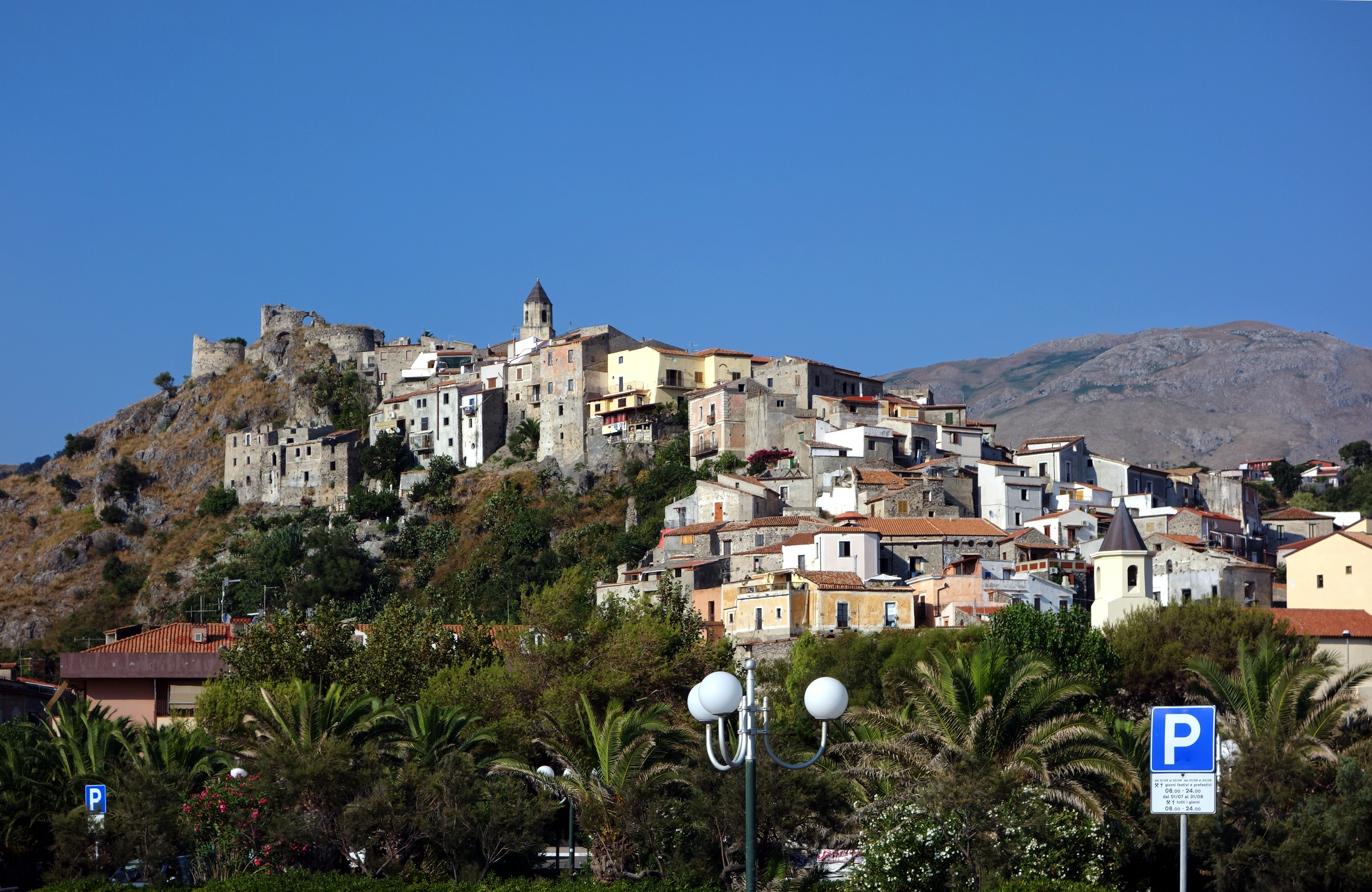

## Demografie
Scalea telt ongeveer 3749 huishoudens. Het aantal inwoners steeg in de periode 1991-2001 met 13,6% volgens cijfers uit de tienjaarlijkse volkstellingen van ISTAT.
| Jaar | Inwoneraantal |
| ---- | ------------- |
| 1991 | 8828          |
| 2001 | 10.027        |

## Geografie
De gemeente ligt op ongeveer 25 m boven zeeniveau.
Scalea grenst aan de volgende gemeenten: Orsomarso, San Nicola Arcella, Santa Domenica Talao, Santa Maria del Cedro.

## Geboren
- Silvio Longobucco (1951-2022), voetballer